# Limoniidae
Famille
Les Limoniidae sont une famille d'insectes diptères nématocères.

## Liste des sous-familles
Selon BioLib (2 mars 2019) :
- Architipulinae Handlirsch, 1906 †
- Chioneinae Rondani, 1861
- Dactylolabidinae
- Limnophilinae - synonyme : Hexatominae
- Limoniinae

## Liste des genres
Selon Catalogue of Life (27 févr. 2013) :
- genre Acantholimnophila
- genre Achyrolimonia
- genre Adelphomyia
- genre Afrolimnophila
- genre Alfredia
- genre Amphilimnobia
- genre Amphineurus
- genre Antocha
- genre Aphrophila
- genre Araucoxenia
- genre Arctoconopa
- genre Atarba
- genre Atypophthalmus
- genre Austrolimnophila
- genre Aymaramyia
- genre Baeoura
- genre Bergrothomyia
- genre Beringomyia
- genre Cheilotrichia
- genre Chilelimnophila
- genre Chionea
- genre Cladura
- genre Clydonodozus
- genre Collessophila
- genre Conosia
- genre Crypteria
- genre Cryptolabis
- genre Ctenolimnophila
- genre Dactylolabis
- genre Dapanoptera
- genre Dasymallomyia
- genre Degeneromyia
- genre Dicranomyia
- genre Dicranoptycha
- genre Diemenomyia
- genre Discobola
- genre Edwardsomyia
- genre Elephantomyia
- genre Elliptera
- genre Ellipteroides
- genre Eloeophila
- genre Empedomorpha
- genre Epiphragma
- genre Erioconopa
- genre Erioptera
- genre Eriopterella
- genre Eriopterodes
- genre Eugnophomyia
- genre Euphylidorea
- genre Eupilaria
- genre Eutonia
- genre Geranomyia
- genre Gnophomyia
- genre Gonempeda
- genre Gonomyia
- genre Gonomyodes
- genre Gonomyopsis
- genre Grahamomyia
- genre Gymnastes
- genre Gynoplistia
- genre Harrisomyia
- genre Helius
- genre Hesperoconopa
- genre Heterolimnophila
- genre Hexatoma
- genre Hoplolabis
- genre Horistomyia
- genre Hovamyia
- genre Hoverioptera
- genre Idiocera
- genre Idiognophomyia
- genre Idioptera
- genre Ilisia
- genre Jivaromyia
- genre Lechria
- genre Lecteria
- genre Leolimnophila
- genre Libnotes
- genre Limnophila
- genre Limnophilella
- genre Limnophilomyia
- genre Limnorimarga
- genre Limonia
- genre Lipsothrix
- genre Maietta
- genre Medleromyia
- genre Mesolimnophila
- genre Metalimnobia
- genre Metalimnophila
- genre Molophilus
- genre Neocladura
- genre Neognophomyia
- genre Neolimnomyia
- genre Neolimnophila
- genre Neolimonia
- genre Neophilippiana
- genre Nippolimnophila
- genre Notholimnophila
- genre Nothophila
- genre Orimarga
- genre Ormosia
- genre Orosmya
- genre Paradelphomyia
- genre Paralimnophila
- genre Pelosia
- genre Phantolabis
- genre Phylidorea
- genre Phyllolabis
- genre Pilaria
- genre Platylimnobia
- genre Polymera
- genre Prionolabis
- genre Prionota
- genre Prolimnophila
- genre Protohelius
- genre Pseudolimnophila
- genre Quathlambia
- genre Quechuamyia
- genre Rhabdomastix
- genre Rhamphophila
- genre Rhipidia
- genre Rhypholophus
- genre Riedelomyia
- genre Scleroprocta
- genre Shannonomyia
- genre Sigmatomera
- genre Skuseomyia
- genre Spyloptera
- genre Styringomyia
- genre Symplecta
- genre Taiwanina
- genre Taiwanomyia
- genre Tasiocera
- genre Tasiocerellus
- genre Teucholabis
- genre Thaumastoptera
- genre Thrypticomyia
- genre Tinemyia
- genre Tipulimnoea
- genre Tipulina
- genre Tonnoiraptera
- genre Tonnoirella
- genre Tonnoiromyia
- genre Toxorhina
- genre Trentepohlia
- genre Trichoneura
- genre Trichotrimicra
- genre Ulomorpha
- genre Unguicrypteria
- genre Xenolimnobia
- genre Zaluscodes
- genre Zelandomyia